# توصيل فائق عند درجات حرارة مرتفعة

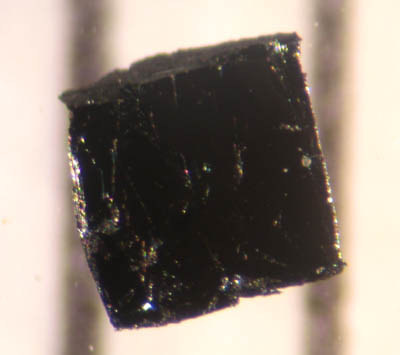

الموصلات الفائقة عند درجات حرارة مرتفعة هي نوع من المواد تسلك سلوك الموصلات الفائقة عند درجات حرارة أعلى من -200 درجة مئوية (أو -320 فهرنهايت)، وهي أقل درجة حرارة يمكن أن يصل إليها النيتروجين السائل، الذي يعتبر أحد أبسط المبردات المتاحة في مجال التبريد الفائق. تظهر خصائص الموصلات الفائقة فقط (تحت تأثير الضغط الجوي) عند درجات حرارة أقل بكثير من درجة الحرارة المحيطة، ولذا يُشترط تبريدها. تمثل المواد الخزفية معظم الموصلات الفائقة التي تعمل عند درجات حرارة مرتفعة. من ناحية آخرى تعمل الموصلات الفائقة الفلزية عند درجات حرارة أقل من -200 درجة مئوية، وهي تُدعى الموصلات الفائقة عند درجات الحرارة المنخفضة. وتُصنف الموصلات الفائقة الفلزية كذلك ضمن فئة الموصلات الفائقة الاعتيادية، إذ إنها اُكتشفت واُستخدمت قبل اكتشاف النوع الآخر من الموصلات الفائقة.
وفي الوقت الحالي صارت الموصلات الخزفية مناسبة للاستخدامات العملية، ولكن لا زلنا نواجه مشاكل عديدة في تصنيعها علاوة على قلة الأمثلة على استخداماتها العملية. ومعظم المواد الخزفية هشة مما يجعل تصنيع الأسلاك منها عملية صعبة.
تكمن الميزة الكبرى للموصلات الفائقة الخزفية في أنه يُمكن تبريدها باستخدام النيتروجين السائل. على الجانب الآخر تتطلب الموصلات الفائقة الفلزية مواد مبردة يصعب الحصول عليها، مثل الهيليوم السائل. ولسوء الحظ لم نعثر حتى الآن على أي موصلات فائقة يمكن تبريدها إلى الحد الكافي باستخدام الثلج الجاف فقط (ثاني أكسيد الكربون في الحالة الصلبة)، ولا يظهر تأثير التوصيل الفائق في أي منها تحت ظروف الضغط الجوي ودرجة حرارة الغرفة (إذ يظهر هذا التأثير عند درجات حرارة أقل من أي درجة حرارة سُجلت على سطح الأرض). ولذا تتطلب جميع الموصلات الفائقة نظام تبريد من نوع ما.
تندرج الفئة الرئيسية من الموصلات الفائقة عند درجات حرارة مرتفعة إلى فئة أكاسيد النحاس (بعض الأنواع المحددة منها فقط). بينما تندرج الفئة الثانية من الموصلات عمليًا إلى فئة المركبات الحديدية. يندرج ثنائي بوريد المغنيسيوم في بعض الأحيان إلى الموصلات الفائقة عند درجات حرارة مرتفعة: إذ إن عملية تصنيعه بسيطة نسبيًا، ولكن تأثيره يظهر عند درجة حرارة أقل من -230 درجة مئوية، ولذلك يتعذر تبريده بواسطة النيتروجين السائل، وعوضًا عن ذلك يمكن تبريده بواسطة الهيليوم السائل الذي قد يصل إلى درجة حرارة أقل من تلك بكثير.
تسلك معظم الموصلات الفائقة الخزفية سلوك الموصلات الفائقة من النوع الثاني.
اكتشف الباحثان، بيدنورتز ومولر من مختبرات آي بي إم، أول موصل فائق عند درجة حرارة مرتفعة في عام 1986. وفي العام التالي فاز كلاهما بجائزة نوبل في الفيزياء «لإسهامتهما الرائدة في اكتشاف التوصيلية الفائقة في الخزفيات».
يصنف الفيزيائيين النظريين بعض الغازات المضغوطة بدرجة متطرفة ضمن الموصلات الفائقة عند درجات حرارة مرتفعة. إذ نُشرت عدة مقالات متعلقة بالتوصيل الفائق عن الأبحاث النظرية على الغازات ذات الضغط المرتفع، وهي لا تتناسب مع التطبيقات العملية، إنما الهدف منها هو وضع تفسير رياضي نظري لظاهرة التوصيل الفائق.

## تاريخ
اكتشف كامرلينغ أونس ظاهرة التوصيل الفائق عام 1911 في أحد الفلزات الصلبة. ومنذ ذلك الحين حاول الباحثون رصد التوصيلية الفائقة عند درجات حرارة أعلى بهدف العثور على موصل فائق عند درجة حرارة الغرفة. وبحلول أواخر السبعينيات عُثر على عدة مركبات فلزية (وتحديدًا مركبات النيوبيوم، مثل تيتانيوم النيوبيوم  NbTiوقصدير النيوبيوم Nb3Sn وجيرمانيوم النيوبيوم Nb3Ge) تظهر فيها خاصية التوصيل الفائق عند درجات حرارة أعلى من درجات حرارة التوصيلية الفائقة للفلزات الأولية، وهي قد تتجاوز 20 كيلفن (-253.2 درجة مئوية). وفي عام 1986، في مختبر أبحاث آي بي إم بالقرب من زيوريخ، سويسرا، شرع الباحثان بيدنورتز ومولر في البحث عن التوصيلية الفائقة في فئة جديدة من الخزفيات، ألا وهي أكاسيد النحاس، أو النحاسات. تصادف بيدنورتز مسبقًا بأحد مركبات أكاسيد النحاس تنخفض مقاومته النوعية إلى صفر في حدود 20 كيلفن (أو -253.2 درجة مئوية). وعلى الفور أُكدت نتائجهم من قبل عدة باحثين آخرين من أبرزهم تشو تشينغ من جامعة هوستن، وشوجي تاناكا من جامعة طوكيو.
وبعدها بفترة قصيرة طرح فيليب أندرسون أول وصف نظري لتلك المواد في جامعة برينستون، واعتمد في طرحه على نظرية رابطة التكافؤ الرنانة، ورغم ذلك لا يزال التفسير الكامل لظاهرة التوصيل الفائق في تلك المواد قيد التطوير.
تتميز الموصلات الفائقة الخزفية بما يعرف بتناظر ازدواج الموجة الدالية. اقترح بيكرز وسكالابينو وسكالتار في عام 1987 أن السبب الكامن وراء التوصيلية الفائقة في مركبات النحاسات عند درجات حرارة مرتفعة هو تناظر ازدواج الموجة الدالية. وتبع ذلك ثلاثة نظريات آخرى في عام 1988، أولها تعتمد على نظرية تذبذبات اللف المغزلي، والثانية والثالثة تقترح أن ازدواج الموجة الدالية نتيجة طبيعية لنظرية رابطة التكافؤ الرنانة. أكدت عدة تجارب على طبيعة الموجة الدالية في الموصلات الفائقة المُشتقة من مركبات أكاسيد النحاس، وتضمنت تلك التجارب رصد عُقد الموجة الدالية في طيف الانبعاث باستخدام مطيافية الانبعاث الضوئي المُستبانة زاويًا، ورصد التدفق النصفي بشكل مباشر من خلال تجارب النفق الكمومي مرة، وبشكل غير مباشر مرة أخرى من خلال ارتباط درجة الحرارة بعمق الاختراق والحرارة النوعية والتوصيلية الحرارية.
يتكون الموصل الفائق الذي تظهر فيه التوصيلية الفائقة عند أعلى درجة حرارة مُسجلة من خليط من نحاسات الزئبق والباريوم والكالسيوم، وهو ينتقل إلى طور التوصيل الفائق عند 133 كيلفن.
لا يزال سبب ظهور التوصيلية الفائقة عند درجات حرارة مرتفعة غامضًا، ولكن على ما يبدو فإن هذه المواد تعتمد على آليات التجاذب الإلكترونية الخالصة (مثل الترابط المغناطيسي الحديدي المضاد) عوضًا عن آليات تجاذب الإلكترون مع الفونون، وهي لا تعتمد على ازدواج الموجة السينية فقط بل على نوع غريب من التناظرات (ازدواج الموجة الدالية في الموصلات النحاسية، وفي بعض الموصلات الفائقة الحديدية كذلك). وفي عام 2014 وجد الباحثون في مدرسة لوزان الاتحادية للفنون التطبيقية أدلة على إمكانية ظهور الجسيمات الكسرية في المواد المغناطيسية ثنائية الأبعاد، مما يدعم نظرية أندرسون.

## خصائص
لسوء الحظ لا يوجد تعريف واحد مُتفق عليه للموصلات الفائقة عند درجات حرارة مرتفعة.
ينبغي أن يتقصر لفظ «درجة حرارة مرتفعة» في سياق التوصيلية الكهربية على درجات الحرارة الحرجة التي تتجاوز درجة غليان النيتروجين السائل، ولكن بعض المنشورات العلمية تصنف عدة مواد ذات درجة حرارة حرجة أقل من 77 كيلفن (مثل موصلات مجموعة النيتروجين الفائقة المُكتشفة حديثًا) ضمن فئة الموصلات الفائقة عند درجات حرارة مرتفعة.
توفر المواد ذات درجات حرارة حرجة أعلى من درجة غليان النيتروجين منفعة كبيرة للتطبيقات التكنولوجية. وفي تطبيقات المغناطيسات تُعد خاصية ارتفاع المجال المغناطيسي الحرج ذات أهمية أكبر من ارتفاع درجة الحرارة الحرجة نفسها. تتميز بعض المركبات النحاسية بمجال مغناطيسي حرج يصل إلى 100 تسلا. ولكن بالرغم من ذلك فإن تكلفة تصنيع المركبات الخزفية النحاسية باهظة، وهي مواد تتسم بالهشاشة ولذلك يصعب تشكيلها على هيئة أسلاك أو أي أشكال أخرى مفيدة. علاوة على ذلك فالموصلات الفائقة الخزفية لا تتكون بداخلها نطاقات توصيلية كبيرة ومتصلة، بل تتكون بداخلها عناقيد من النطاقات الصغيرة التي تظهر بداخلها خاصية التوصيل الفائق. ولذلك فهي غير مناسبة للتطبيقات التي تتطلب مسارات توصيلية فائقة حقيقية، مثل المغناطيسات الخاصة بمطياف الرنين المغناطيسي.
دار جدال مستمر حول تأقلم خاصية التوصيلية الفائقة عند درجات حرارة مرتفعة مع البينة المغناطيسية الخاصة لمادة أكسيد النحاس والباريوم والإتريوم YBCO؛ والموصلات الفائقة الحديدية، ونحاسات الروثينيوم، وعدة موصلات فائقة أخرى. ولا يزال البحث عن عائلات جديدة من الموصلات الفائقة مستمرًا. وتُعد الموصلات الفائقة عند درجات حرارة مرتفعة موصلات فائقة من النوع الثاني، وهي تلك التي تسمح للمجال المغناطيسي باختراقها على صورة وحدات مُكماة للفيض المغناطيسي، مما يعني أنها تستلزم مجالات مغناطيسية شديدة للغاية لإبطال توصيليتها الفائقة. وتُضفي البنية الطبقية لتلك المواد خاصية اعتماد الاستجابة المغناطيسية على اتجاه المجال المغناطيسي.